# Chlorogonium maximum
Chlorogonium maximum là một loài tảo trong họ Chlamydomonadaceae, thuộc chi Chlorogonium.